# A.P. Møller Holding A/S
A.P. Møller Holding A/S er et dansk holdingselskab, som er familien Møllers magtselskab.
A.P. Møller Holding A/S har (2016) 41,51 % af aktieværdien og 51,2 % af stemmerne i Danmarks største selskab,  A.P. Møller-Mærsk, Siden marts 2015 har holdingselskabet også via sit datterselskab APMH Invest A/S  en kontrolpost på 20 % i Danske Bank.
A.P. Møller Holding A/S grundlagdes i 2013, efter den tidligere storejer Mærsk Mc-Kinney Møllers død. Det er ejet af A P Møller og Hustru Chastine Mærsk Møllers Fond til almene Formaal.
Den administrerende direktør er siden september 2016 Robert Mærsk Uggla.

### Notater
1. ↑  "The Mæersk Groups websted". Arkiveret fra originalen 13. oktober 2016. Hentet 2. december 2016.
2. ↑  Fokusset
3. ↑  "A.P. Møllerfondens websted". Arkiveret fra originalen 7. december 2016. Hentet 2. december 2016.